# Долгополов, Митрофан Михайлович
Долгополов Митрофан Михайлович (1841 — ?) — русский архитектор.

## Биография
Ученик Академии художеств с 1858 г. В 1863 г. — 2 серебряная медаль. В 1864 г. дано звание неклассного художника. В 1865 г. — 1 серебряная медаль за проект «каменной сельской православной церкви». 4 сентября 1866 г. — звание классного художника 2 степени за проект «загородного дома богатого вельможи».

## Известные постройки
1. Церковь иконы Божией Матери «Всех скорбящих радости». 1902—1905.

2. Богадельня при Благотворительном обществе ревнителей веры и милосердия с церковью Св. прп. Андрея Критского. 1901—1903.

3. Женская профессиональная школа Имп. человеколюбивого общества — Родильный дом N 1 Василеостровского района. 1868.

4. Троицкая церковь при подворье Творожковского монастыря. 1915.

5. «Ивановский» дом Императорского человеколюбивого общества. 1870—1871, 1982.